# Jean de Cop
Jean de Cop, sieur du Haut et Bas-Pocé, né le 14 mars 1700 à Tours et mort le 26 juillet 1780 à Tours, est un homme politique français, maire de Tours de 1765 à 1768.

## Biographie
Jean de Cop est le fils de René de Cop, sieur du Haut et Bas-Pocé, conseiller du roi, trésorier général de France au bureau des finances de la généralité de Tours, et de Jeanne Soulas (elle-même fille d'un trésorier général de France). Il épouse Angélique Dauphin.
Conseiller du roi, trésorier de France et avocat du roi au bureau des finances de la Généralité de Tours de 1740 à 1762, il succède à Jacques Cormier de la Picardière comme maire de Tours de 1765 à 1768.
Jacques Cormier de la Picardière avait été désigné d'office par le gouverneur Choiseul comme maire alors qu'il était arrivé cinquième et bon dernier de l'élection précédente. Il s'était tout de suite heurté à l'hostilité d'une partie des magistrats ainsi qu'au barreau et suscité de multiples incidents au bailliage et au siège du présidial. Choiseul s'aperçut très vite de son erreur. Le 1er juillet 1765, lors des premières élections qui suivirent, Cormier fut néanmoins placé en tête par l'assemblée électorale avec 15 voix contre 12 à Sain de Bois-le-Comte et 11 à Jean de Cop de Pocé et à Girault, trésorier de France. Pourtant cette fois, le gouverneur Choiseul ne choisit pas Cormier, et annonça par lettre la nomination comme maire de Jean de Cop de Pocé.
Sa fortune est estimée autour de 350 000 livres.